# Слащёв, Андрей Викторович
Андрей Викторович Слащёв (1894, Мытищи, Московская губерния — 4 мая 1950) — советский оперный певец (баритон).

## Биография
Родился в 1894 году в Мытищах.
С 1918 по 1922 год учился на оперного певца в театре-студии К. С. Станиславского.
В 1927 году — солист Московской свободной оперы.
В 1930—1940 годах был солистом театров в Куйбышеве и Горьком, в 1940—1944 — Ленинградской филармонии, эвакуированной в Новосибирск.
С 1 июля 1944 по 30 июля 1948 года работал в Новосибирском театре оперы и балета, где был в ряду первых солистов.
В 1948—1950 годах — солист Горьковского государственного театра оперы и балета им. А. С. Пушкина.
Жил в городе Горьком, похоронен на Бугровском кладбище.

## Репертуар в Новосибирском оперном театре
- «Евгений Онегин» П. Чайковского — Онегин;
- «Мазепа» П. Чайковского — Мазепа;
- «Демон» А. Рубинштейна — Демон;
- «Риголетто» Дж. Верди — Риголетто;
- «Севильский цирюльник» Дж. Россини — Фигаро;
- «Травиата» Дж. Верди — Жермон;
- «Кармен» Ж. Бизе — Эскамильо;
- «Фауст» Ш. Гуно — Валентин;
- «Аида» Дж. Верди — Амонасро[2].